# Cattedrale di Nostra Signora Maria di Sion
La cattedrale di Nostra Signora Maria di Sion (amarico: ርዕሰ አድባራት ቅድስተ ቅዱሳን ድንግል ማሪያም ፅዮን Re-ese Adbarat Kidiste Kidusan Dingel Maryam Ts'iyon), situata ad Axum nel Tigrè, è considerata il luogo di culto più importante e più antico dell'Etiopia; accanto alla chiesa vecchia, risalente al XVII secolo, sorgono la nuova cattedrale completata nel 1964 e la cappella del Tobot, ove, secondo la tradizione, è conservata l'Arca dell'Alleanza.

## Storia
Il luogo di culto originario dedicato a santa Maria di Sion fu edificato nel IV secolo durante il regno di Ezanà di Axum, primo monarca cristiano d'Etiopia convertito da san Frumenzio. Secondo la tradizione, sarebbe stato l'imperatore stesso a trasportare l'Arca dell'Alleanza dall'isola di Tana Kirkos alla cattedrale.
L'importanza della chiesa si mantenne inalterata per molti secoli, tanto che quasi tutti gli imperatori etiopi furono incoronati al suo interno; i monarchi proclamati altrove ricevettero la legittimazione solo in seguito alla loro visita alla cattedrale.
Intorno alla metà del X secolo, la regina pagana o ebrea Gudit (o Yodit) invase il Regno di Axum e distrusse tutti i luoghi di culto cristiani, tra cui l'antica cattedrale.
In seguito l'edificio fu ricostruito, anche se con dimensioni più modeste, ma nel 1535 fu nuovamente distrutto durante l'invasione dell'Abissinia da parte di Aḥmad Grāñ b. Ibrāhīm, che guidava le truppe del sultano di Adal.
Alcuni anni dopo una nuova chiesa ancora più piccola fu edificata per volere dell'imperatore d'Etiopia Claudio e ampliata dal suo successore Menas.
La cattedrale fu ricostruita infine dall'imperatore Fāsiladas nel 1665.
Nel 1955 l'imperatore Hailé Selassié decise di edificare una grande chiesa in adiacenza a quella vecchia; i lavori di costruzione della nuova cattedrale neobizantina con influenze abissine, aperta anche alle donne, furono conclusi soltanto 9 anni dopo, nel 1964; nei pressi, negli stessi anni fu inoltre eretta, per volere dell'imperatrice Menen, la cappella del Tabot, destinata ad accogliere la presunta Arca dell'Alleanza. Per partecipare alla solenne cerimonia di inaugurazione, l'imperatore interruppe la visita di stato della regina d'Inghilterra Elisabetta II.
Durante gli anni della guerra civile in Etiopia, gli edifici caddero in uno stato di profondo degrado; a partire dal 1974 il titolo di Nebre-Id della cattedrale, che fino ad allora garantiva al religioso che ne veniva investito anche poteri temporali sulla città di Axum, assunse un valore puramente ecclesiastico, mentre la città iniziò a essere governata da un sindaco. Dal 1999 la chiesa divenne sede di un'importante arcidiocesi, presieduta direttamente dal patriarca della Chiesa ortodossa etiope, con delega per l'ordinaria amministrazione a un vescovo ausiliare. La chiesa rimase inoltre un importante centro di pellegrinaggio, soprattutto durante il Festival di Sion Maryam, che vi si svolge ogni anno il 30 novembre (21 Hidar sul calendario etiopico).

## Descrizione

### Vecchia cattedrale di Nostra Signora di Sion

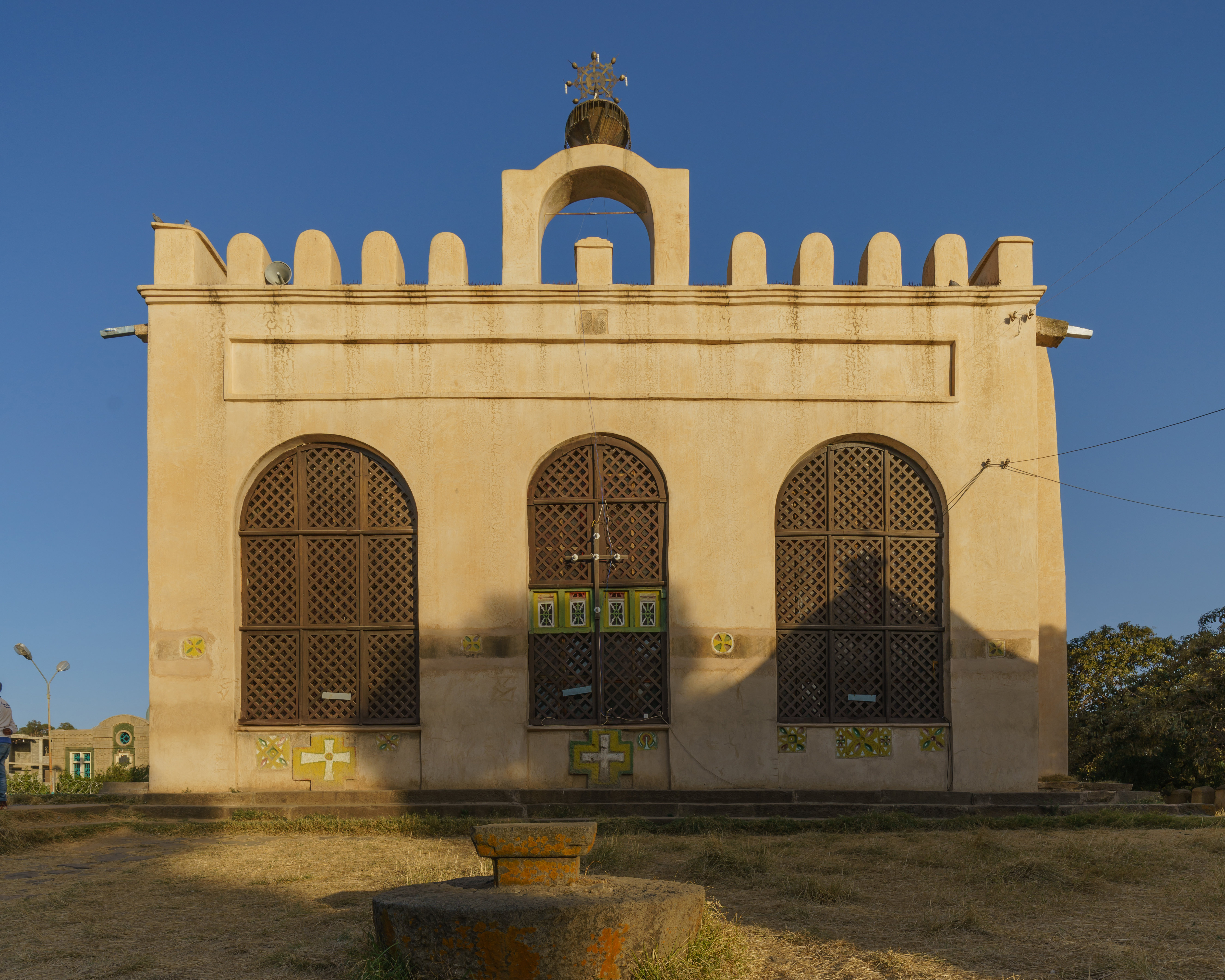
Facciata della vecchia cattedrale

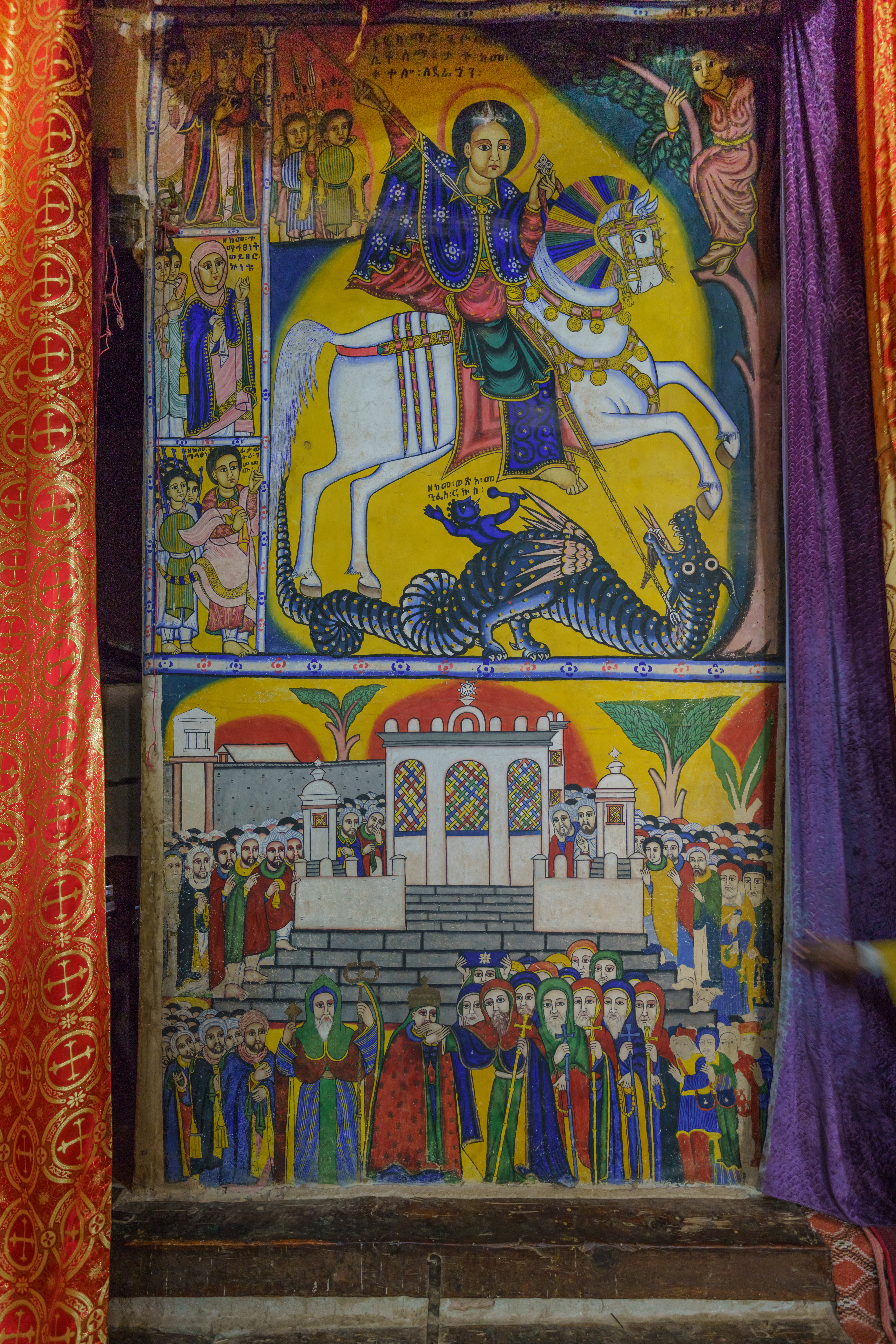
Affreschi all'interno della vecchia cattedrale

La vecchia piccola cattedrale seicentesca, ancora consacrata, si sviluppa su una pianta rettangolare.
La simmetrica facciata rettangolare, in stile tradizionale abissino, è preceduta da un porticato a tre arcate; a coronamento si sviluppa la merlatura, che prosegue lungo l'intero perimetro dell'edificio, conferendogli un forte carattere difensivo.
All'interno l'atrio, accessibile soltanto ai fedeli uomini, è riccamente decorato coi seicenteschi affreschi dai colori accesi, tra cui il dipinto dei Nove santi. Più avanti, il Sancta Sanctorum è riservato ai soli sacerdoti.

### Nuova cattedrale di Nostra Signora di Sion

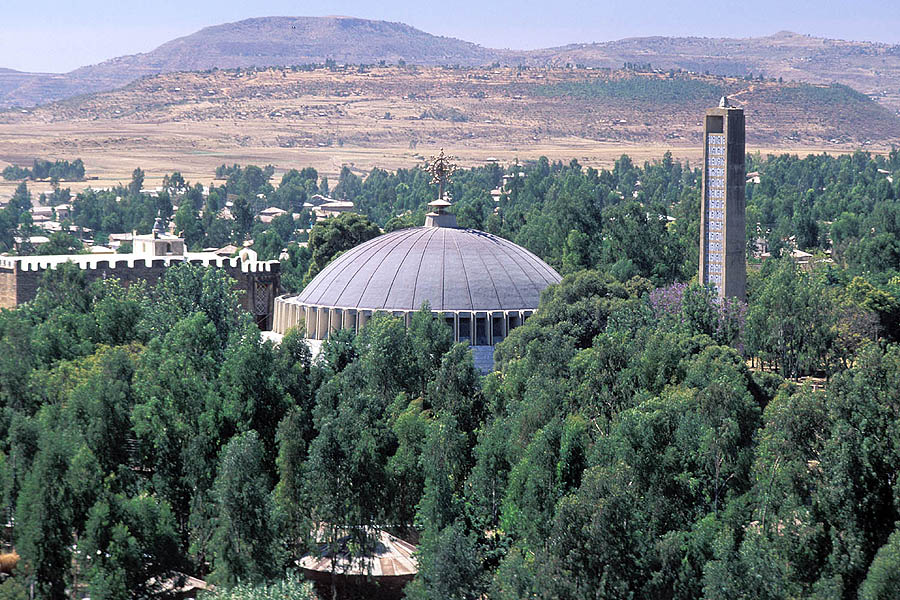
Esterno della nuova cattedrale

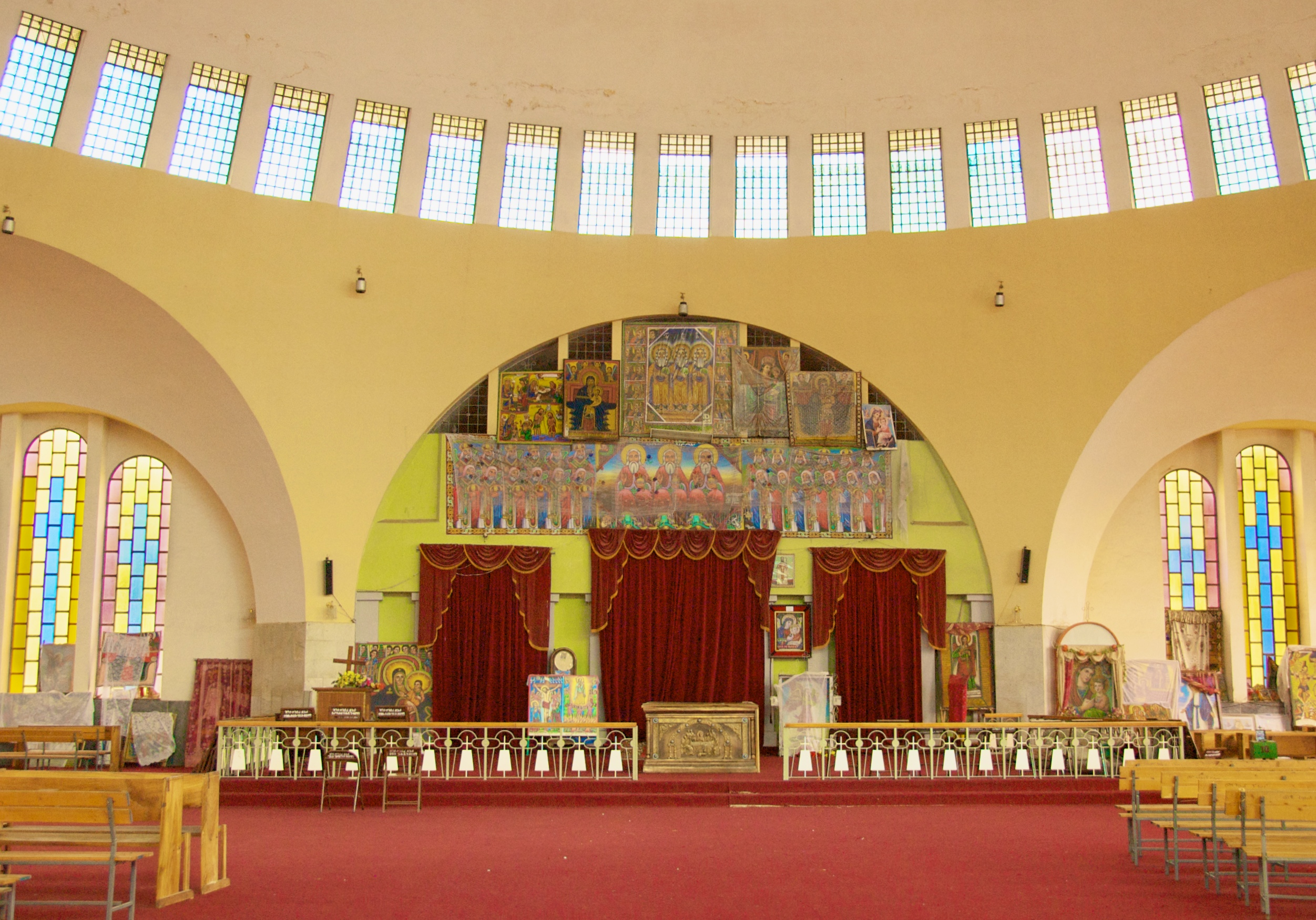
Interno della nuova cattedrale

La nuova grande cattedrale novecentesca si sviluppa su una pianta centrale.
La struttura, in stile neobizantino con alcune influenze abissine, è dominata dalla grande cupola. In adiacenza si innalza il campanile, simile a un obelisco.
All'interno l'ampia aula circolare, accessibile anche alle donne, è decorata nelle arcate perimetrali con affreschi dai colori accesi, tra cui spiccano i dipinti raffiguranti la Santissima Trinità, i Dodici Apostoli e le Dodici tribù d'Israele.
Il lampadario centrale fu donato dalla regina Elisabetta II, invitata da Hailé Selassié all'inaugurazione.

### Cappella del Tabot

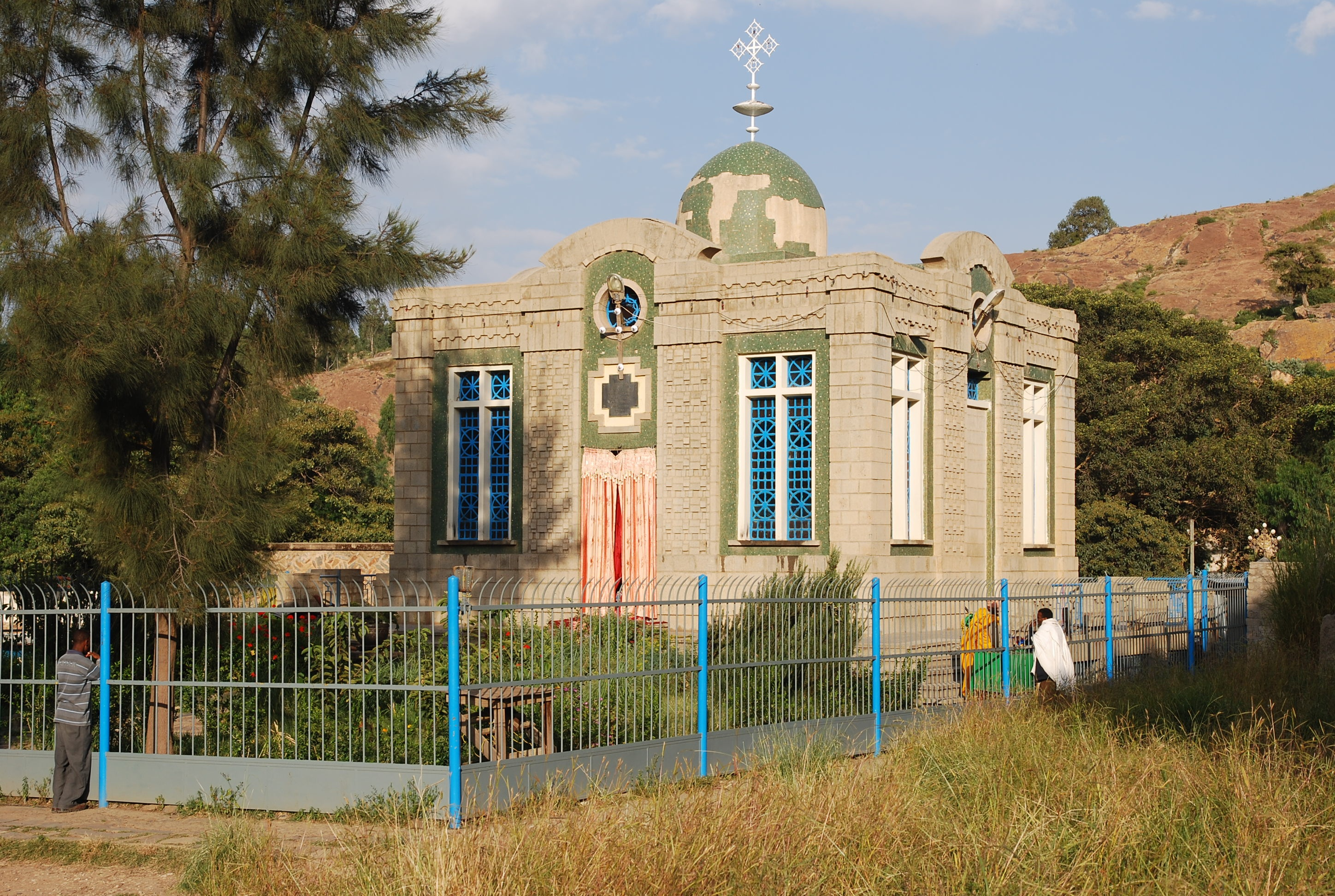
Cappella del Tabot

La piccola cappella del Tabot, sviluppata su una pianta quadrata, è collocata tra le due cattedrali.
Secondo la tradizione, al suo interno sarebbe conservata l'Arca dell'Alleanza contenente le Tavole della legge di Mosè, sottratta dal primo imperatore d'Etiopia Menelik I al padre re d'Israele Salomone. L'ambiente è accessibile esclusivamente al monaco guardiano, che, nominato a vita dal suo predecessore, lo presidia costantemente senza potersene mai allontanare, nel rispetto dei detti biblici del Kohanim.

### Museo
Il museo conserva il tesoro della cattedrale, costituito dalle corone dei monarchi d'Etiopia e da una serie di oggetti in oro e argento, tra cui calici, croci processionali e gioielli.

### Cimitero
Il cimitero adiacente ospita le tombe dell'imperatore Giovanni IV e dei suoi discendenti.